# Afghanistan ved sommer-OL 2012
Afghanistan deltog i Sommer-OL 2012 i London som blev arrangeret i perioden 27. juli til 12. august 2012. Seks atleter deltog, fem mænd og en kvinde i fire sportsgrene, Atletik, taekwondo, judo og boksning. Det var trettende gang at Afghanistan deltog i et sommer-OL. 

## Medaljer
| 2012 London | Guld | Sølv | Bronze | Total |
| Afghanistan | 0    | 0    | 1      | 0     |

## Medaljevinderne
| Afghanistan ved sommer-OL 2012 London | Afghanistan ved sommer-OL 2012 London | Afghanistan ved sommer-OL 2012 London | Afghanistan ved sommer-OL 2012 London |
| Medaljer                              | Udøver                                | Sport                                 | Øvelse                                |
| ------------------------------------- | ------------------------------------- | ------------------------------------- | ------------------------------------- |
| Bronse                                | Rohullah Nikpai                       | Taekwondo                             | Letvægt (68 kg), mænd                 |